# ام قیس
ام قیس (به عربی: أم قیس) یک منطقهٔ مسکونی در اردن است که در استان اربد واقع شده‌است. ام قیس ۳۷۸ متر بالاتر از سطح دریا واقع شده.